# Maleszowa
Maleszowa – wieś w Polsce położona w województwie świętokrzyskim, w powiecie kieleckim, w gminie Pierzchnica.
| SIMC    | Nazwa    | Rodzaj    |
| ------- | -------- | --------- |
| 0262220 | Dwór     | część wsi |
| 0262237 | Podlesie | część wsi |

Do 1954 roku istniała gmina Maleszowa. W latach 1954–1959 wieś należała i była siedzibą władz gromady Maleszowa, po jej zniesieniu w gromadzie Piotrkowice. W latach 1975–1998 miejscowość administracyjnie należała do województwa kieleckiego.
Od 1950 r. we wsi działa zorganizowana z inicjatywy mieszkańców Ochotnicza Straż Pożarna.

## Historia

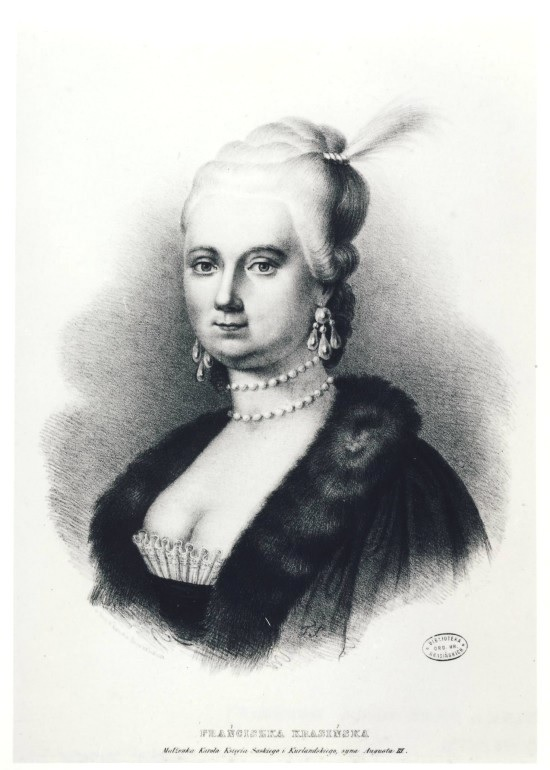
Franciszka Krasińska

Nazwa wsi zapisywana była w przeszłości jako: Maleszow (1365), Pusta Malyechowska (1470-1480), Maleszowa (1540), a pochodzić miała od staropolskiego imienia Malesz.
Pierwsza źródłowa wzmianka o wsi pochodzi z dokumentu króla Kazimierza Wielkiego z roku 1365, w którym wzmiankowany jest Wierzbięta piszący się de Maleszow, obdarowany przez króla wsią Łętownia, następnie jako właściciele wsi występują: w 1388 r. Jan z Maleszowa, w 1397 r. Jarosław z Maleszowej.
W spisie poborowym powiatu chęcińskiego z 1508 r. dziedzicem klucza ziemskiego złożonego z wsi: Brod, Gorky, Malyeschow wymieniony jest szlachcic Maliszowski. Wedle ustaleń Marii Gangi, mógł to być Stanisław Maleszowski herbu Gryf, bohater walk z Turkami, Tatarami i Włochami, pochowany został w krakowskim kościele św. Trójcy w 1555 r. Jego córka Anna z Maleszowskich wraz ze swoją ręką wniosła swoje części majątku Maleszowa w dom swojego męża, Jana Gałeckiego herbu Junosza, który w 1576 r. sprzedał dobra maleszowskie wojewodzie płockiemu, Stanisławowi Krasińskiemu herbu Ślepowron. Tak Maleszowa trafiła w posiadanie rodziny Krasińskich. Z czasem urodziła się Franciszka Krasińska. W Maleszowie bywał także Kazimierz Pułaski. W liczbie przesuwającej się młodzieży przez komnaty rezydencji Krasińskich, których przyciągała wieść o piękności starościanek, był i młodociany, bo 16 lat zaledwie liczący, przyszły bohater konfederacji barskiej – Kazimierz Pułaski. Zakochawszy się w pannie Franciszce, częściej niż inni tu przebywał, bo jak mówią i panna odpłacała mu afektami i dotąd pokazują pod Maleszową figurę Matki Boskiej Bolesnej z wyrytą na niej datą 1713 r. i napisem: Mater Dei Dolora Ora Pro Nobis – gdzie często chodząc oboje, gorąco do Boga zasyłali modły. Późniejsze wielkoświatowe życie Franciszki w Warszawie, na dworze Lubomirskich, gdzie poznała Karola, syna Augusta III, który oświadczył jej swe uczucia – tak olśniły Franciszkę, że zapomniała o Kazimierzu, starościcu wareckim.
W okresie Królestwa Kongresowego wieś i folwark, powiat stopnicki, gmina Maleszowa, parafia Lisów. Leży na prawo od drogi bitej z Chmielnika do Kielc. Posiadała gorzelnię, dwa młyny i cegielnię. W 1827 r. było 41 domów i 239 mieszkańców.

## Urodzeni w Maleszowej
Franciszka Krasińska (ur. 19 marca 1742(dts) w Maleszowej, zm. 30 kwietnia 1796 w Dreźnie) – królewiczowa polska, trzecia córka z czterech Stanisława Krasińskiego i Anieli Humięckiej, morganatyczna żona księcia kurlandzkiego Karola Krystiana Wettyna, syna króla Polski Augusta III Sasa i Marii Józefy Habsburżanki.
Wincenty Sławęcki (ur. 1808 lub 1811 w Maleszowej, zm. 1876 w Rouen) – polski inżynier pracujący we Francji, emigrant po powstaniu listopadowym.

## Zabytki
Zespół dworski, wpisany do rejestru zabytków nieruchomych (nr rej.: A.446/1-5 z 8.02.1958, z 22.06.1967 i z 31.08.1989):
- Ruiny zamku Krasińskich z XVII w., położone na wyspie; jeszcze w czasie II wojny światowej zamykane drewnianymi wrotami. Zamek połączony był drewnianym mostkiem z dworem należącym przed wojną do rodziny Dąbrowskich.
- Dwór murowany z końca w. XVIII lub pocz. w. XIX. Frontem zwrócony na zach. Murowany. Parterowy, podpiwniczony. Na rzucie prostokąta, z nowszą przybudówką od pn, Układ wnętrza dwutraktowy. Zewnątrz podział ramowy; od frontu ślady ganku kolumnowego. Gzymsy nadokienne faliście wygięte, gzyms koronujący profilowany. W jednym z pokoi kominek klasycystyczny. Dach gontowy czterospadowy z dymnikami. Przy pn. ścianie dworu nowszy budynek parterowy, którego pd. Ściana murowana z kamienia z jedną strzelnicą i gzymsem kordonowym, będąca zapewne pozostałością pierwotnej budowli. Zewnątrz płyta kamienna z napisem wymieniającym wojewodę Krasińskiego (Gabriela?, wojewodę płockiego) i datą 1629.
- Pozostałości założenia parkowego z XVIII–XIX w.
- Ruiny stajni i wozowni z końca XVIII w.
- Lamus z II połowy XVIII w.
- Figura św. Jana Nepomucena z 1768 r.
- Pietà z 1713 .

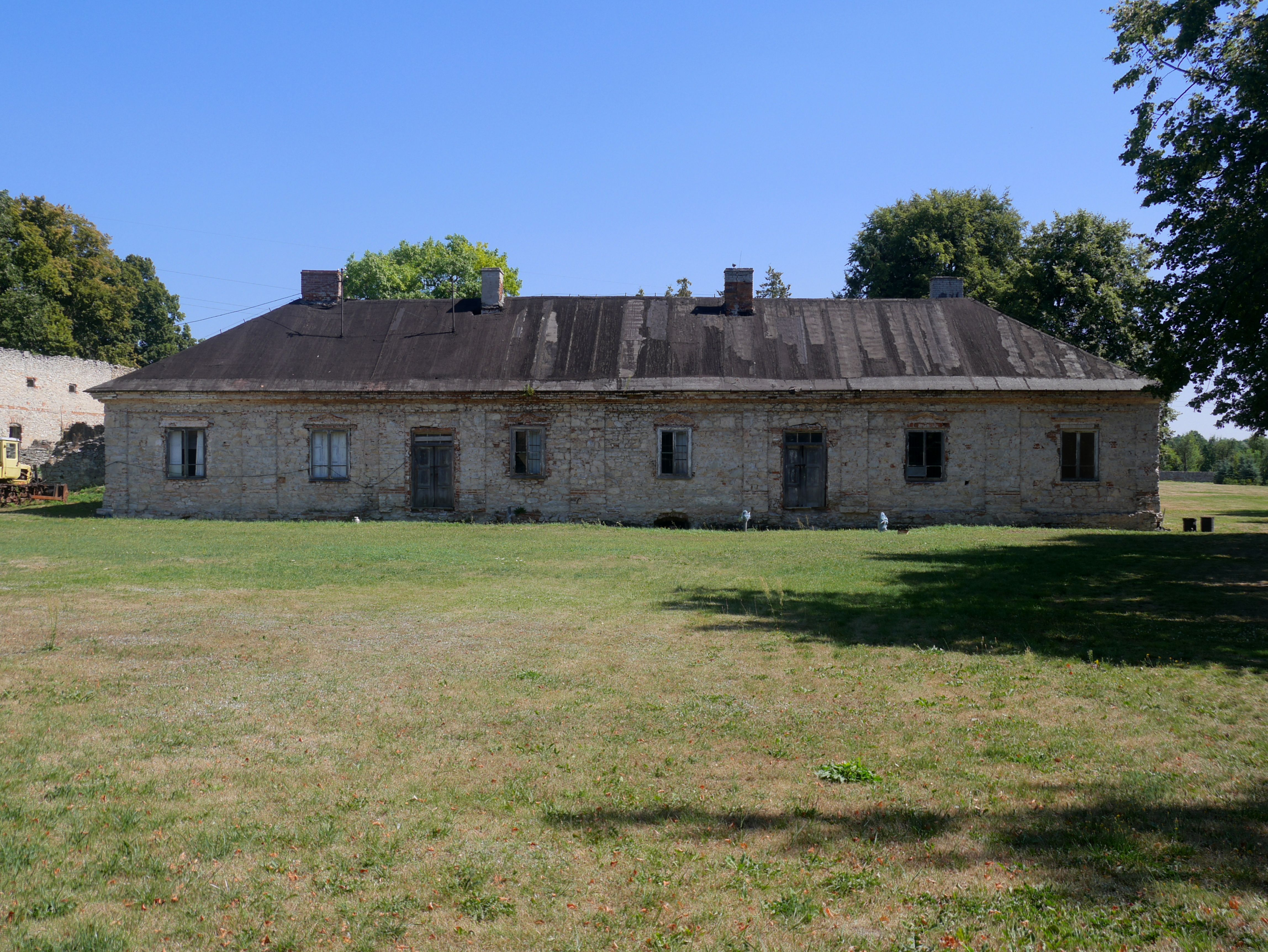
Dwór z XVIII/XIX w.
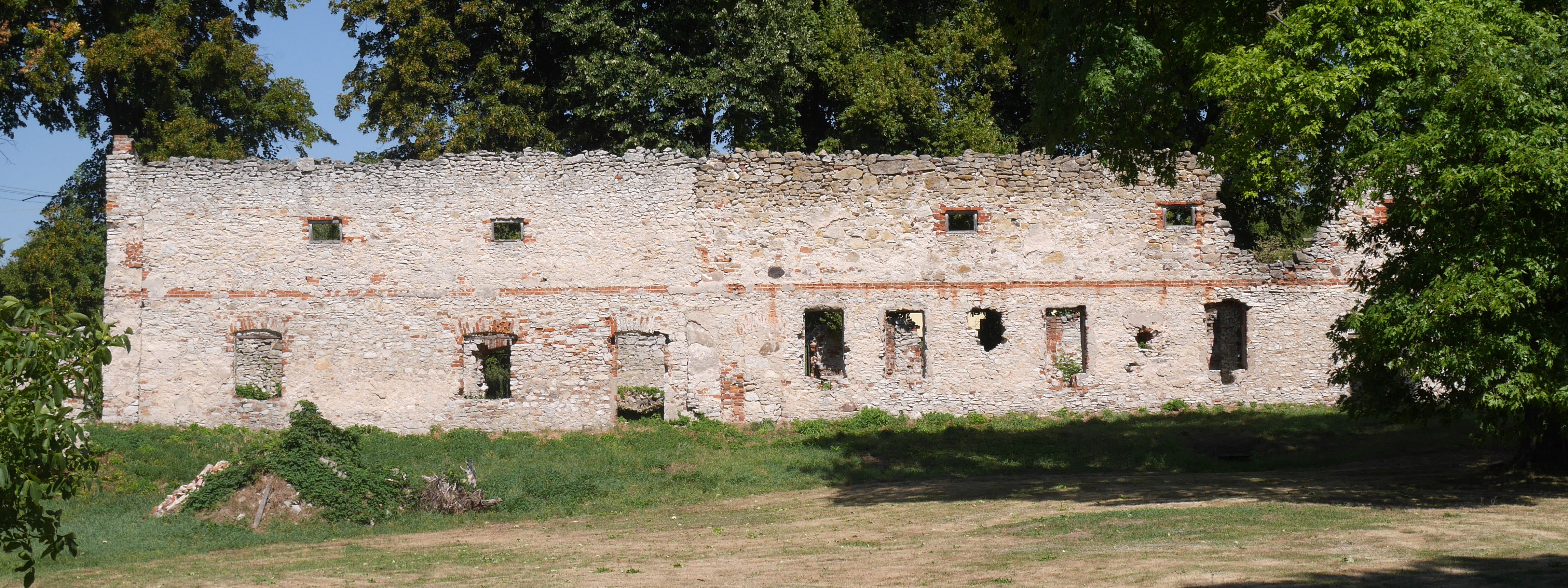
Ruiny stajni i wozowni.
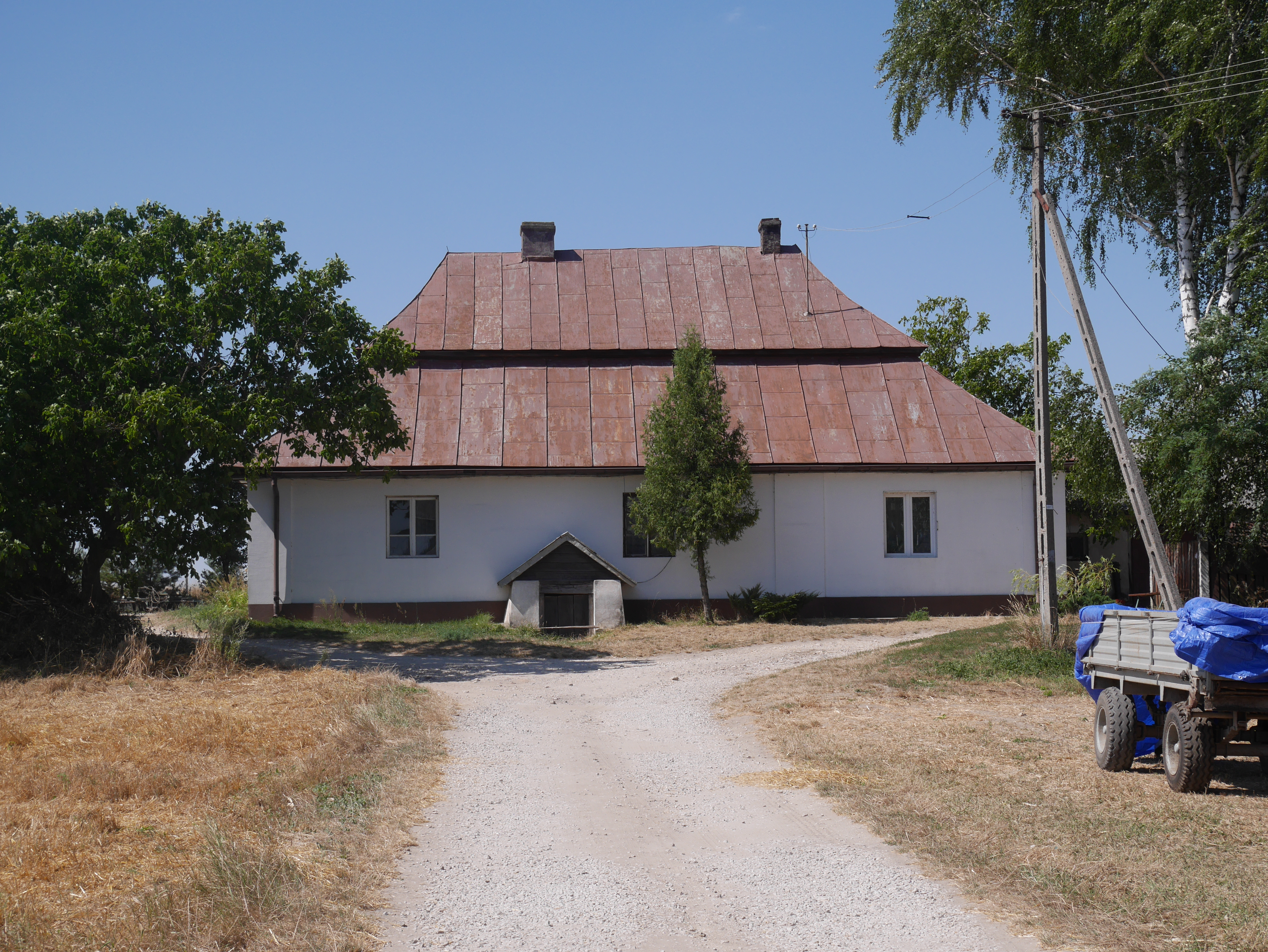
Lamus z XVIII/XIX w.
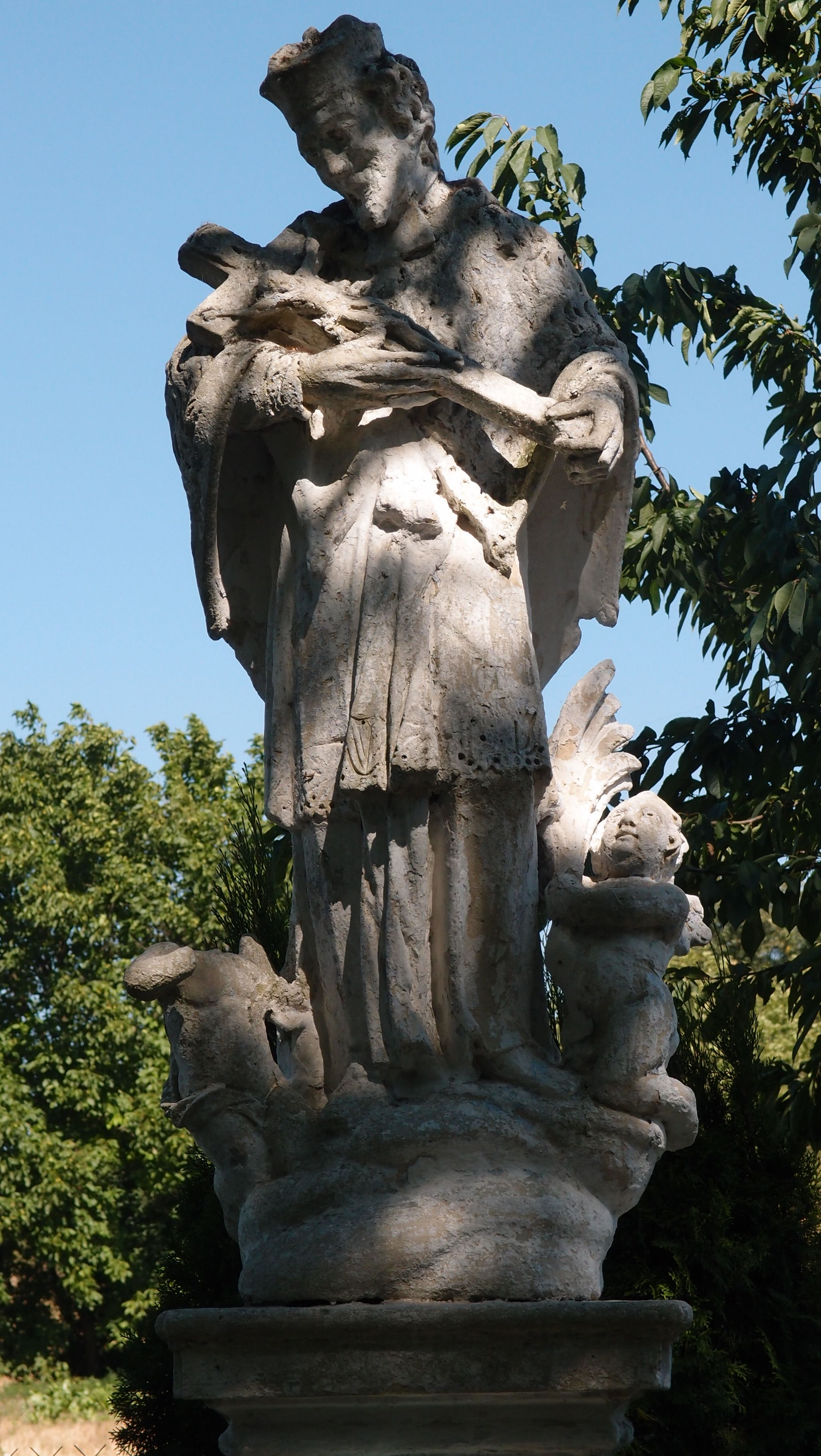
św. Jan Nepomucen
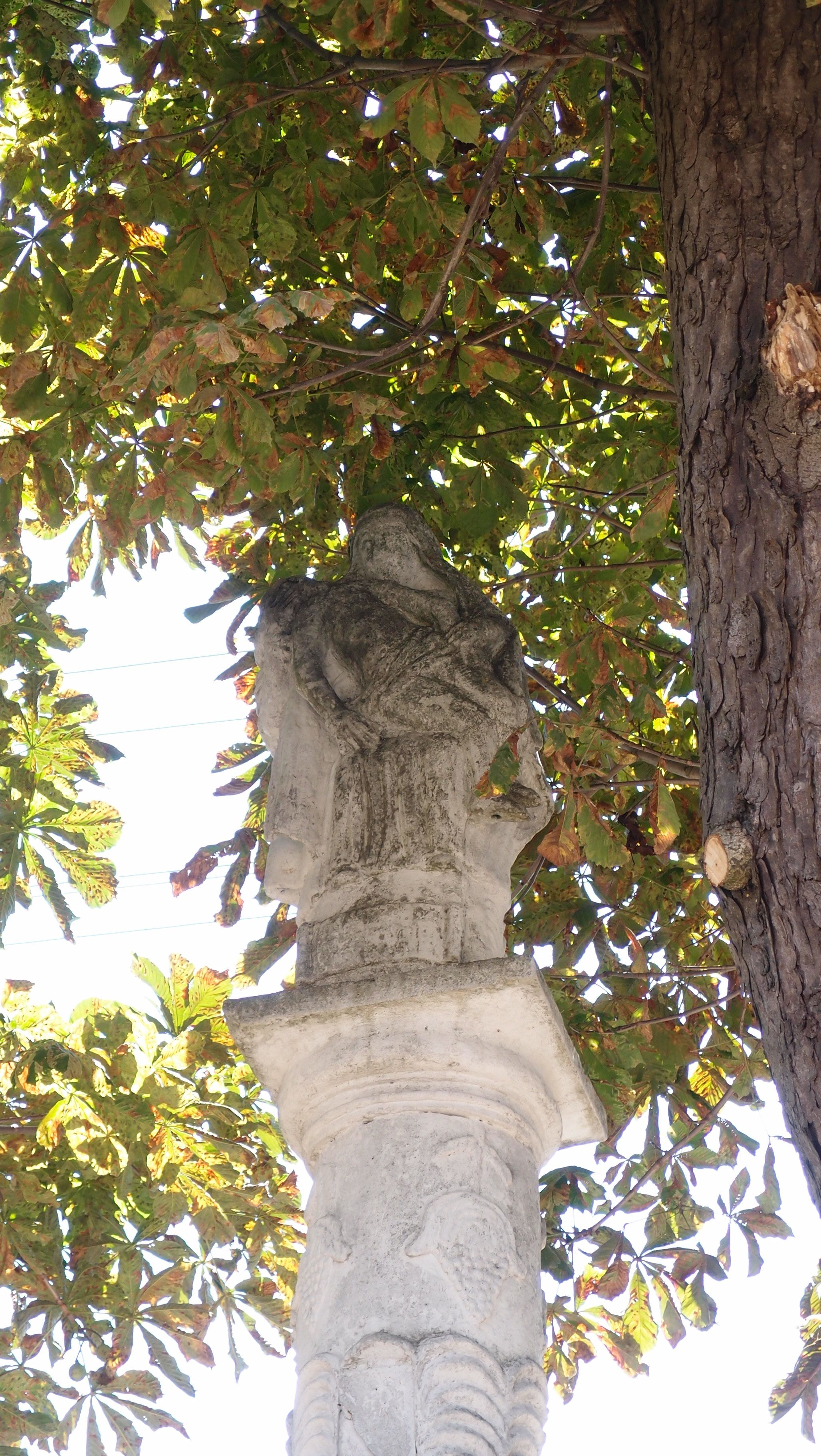
Pietà z 1713